# Josep Pernas Galí
Josep Pernas Galí (Badalona, 1 de desembre de 1931 - Barcelona, 7 d'abril de 1985) va ser un violinista, vocalista, director de coral i compositor català. És considerat un dels compositors catalans protestants més importants del segle xx. Se li dona aquest reconeixement a causa de la seva experimentació amb les dissonàncies, la seva sensibilitat a l'hora de compondre i la rellevància dels seus himnes i obres per a coral (a quatre veus a cappella).

## Primers anys
Sent el més gran de tres germans, ja de ben petit va tenir una inquietud innata per a la música, cosa que el va portar a iniciar els seus estudis de violí (i més tard d'harmonia) a l'Escola Municipal de Música de Barcelona (ara anomenat Conservatori Municipal de Música de Barcelona). Allà va coincidir amb alumnes com Pere Vargas o el famós pianista Tete Montoliu, i va tenir com a professors a  Lluís M. Millet (de solfeig) i al mestre Viscasillas (de violí) entre d'altres. També destaca Eduard Toldrà i Soler, qui va ser el seu altre mestre de violí, amb qui va establir amistat. Aquest mestre sempre el va animar a que es dediqués a la música, dient-li que tenia ‘‘duende.
L'any 1959, la sobtada mort per poliomielitis del seu germà mitjà Jaume Pernas Galí, a l'edat de 22 anys, va comportar que no es presentés al darrer examen del vuitè (i últim) curs de la carrera de violí.
Molt més tard, l'any 1969 va rematar els seus estudis musicals amb un curs de direcció coral, tenint a Enric Ribó i a Oriol Martorell com a professors i examinadors.
Complementant els seus estudis musicals va cursar Peritatge Mercantil i es va graduar com a tècnic en publicitat mentre dirigia la seva pròpia empresa, Publintel, fundada per ell mateix l'any 1966, convertint-se en un dels pioners en la publicitat hotelera i turística a Catalunya.
L'any 1962 va contraure matrimoni amb Débora Simón Clarena, amb qui va tenir tres fills: Eva, David i Sònia. Ambdós van compartir la passió per la música. La seva esposa tocava el piano i l'acordió, i sovint iniciaven els cultes dominicals de l'església a la qual assistien al carrer Terol, amb preludis de música clàssica d'orgue i violí.

## El Quartet Jericó
Va ser en aquesta congregació on va començar la seva activitat musical, fundant el quartet vocal Jericó a principis del 1950, juntament amb Alfredo Alonso, Isidoro Sánchez, i Josep Mota. També rebien la col·laboració de Carlos Rosique, com a membre de suport. Amb aquest quartet, en el qual va participar com a director, vocalista, arranjador i compositor, van assolir reconeixement dins del món protestant evangèlic, fent actuacions per tot Espanya, i actuant puntualment a Alemanya i Suïssa. Va ser membre d'aquest quartet, fins a la seva dissolució l'any 1970.

## La coral Jericó
Després d'una col·laboració esporàdica com a director entre els anys 1956 i 1959, l'any 1969 va assumir la direcció de la coral Jericó, la coral de la seva església, que va heretar el nom del seu quartet perquè el seu anterior nom (coral Al·leluia) creava confusió amb una altra coral que tenia el mateix nom.Aquest fet li va permetre provar i donar a conèixer les seves composicions corals. Aquestes composicions tenien com a tret distintiu una recerca cap a sons dissonants, una alta rellevància de totes les veus i un pes destacat de la lletra que es cantava.
Va dirigir aquesta coral fins a l'any 1984, ajudat en algunes ocasions per Pere Vargas (company del conservatori i amic d'infància) i comptant amb Jordi Cortés com a sotsdirector.
Aquesta coral, que ja havia actuat fora de l'estat espanyol, va actuar a la seva església local i a teatres i esglésies de Mataró (1970), Igualada (1972), Valladolid (1973), Sant Sebastià (1973), Almeria (1977) i Vallbona (1977) sota la direcció de Pernas.
Va ser durant aquesta època quan va explotar més el seu talent com a compositor, component peces per a corals (i provant-les amb la coral Jericó), unes poques peces per a violí i piano, i fins i tot una havanera.
L'estiu de l'any 1984 Pernas es veu obligat a deixar la direcció de la coral Jericó a Pere Vargas, a causa que se li detecta un càncer en estat avançat. El 7 d'abril del 1985 morí a Barcelona després de nou mesos de lluita. Tot i la seva mort, la seva música segueix sent cantada a corals de diferents llocs d'Espanya.